# Lietzen
Lietzen (pol. hist. Leśnica) – gmina w Niemczech, w kraju związkowym Brandenburgia, w powiecie Märkisch-Oderland, wchodzi w skład urzędu Seelow-Land. Leży na historycznej ziemi lubuskiej.

## Historia
Miejscowość została założona w 1229 przez templariuszy jeszcze za czasów przynależności do rozbitej dzielnicowo Polski. Po kasacie zakonu templariuszy w XIV w. przeszła w ręce joannitów, w których posiadaniu pozostała kilkaset lat. Ok. 1400 przynależała administracyjnie do dekanatu żelowskiego w diecezji lubuskiej.

## Zabytki
- Zespół komandorii templariuszy, obejmujący m.in. kościół, dwór, młyn, spichlerz i park
- Kościół wiejski sięgający XIII w., przebudowany w XVIII w.

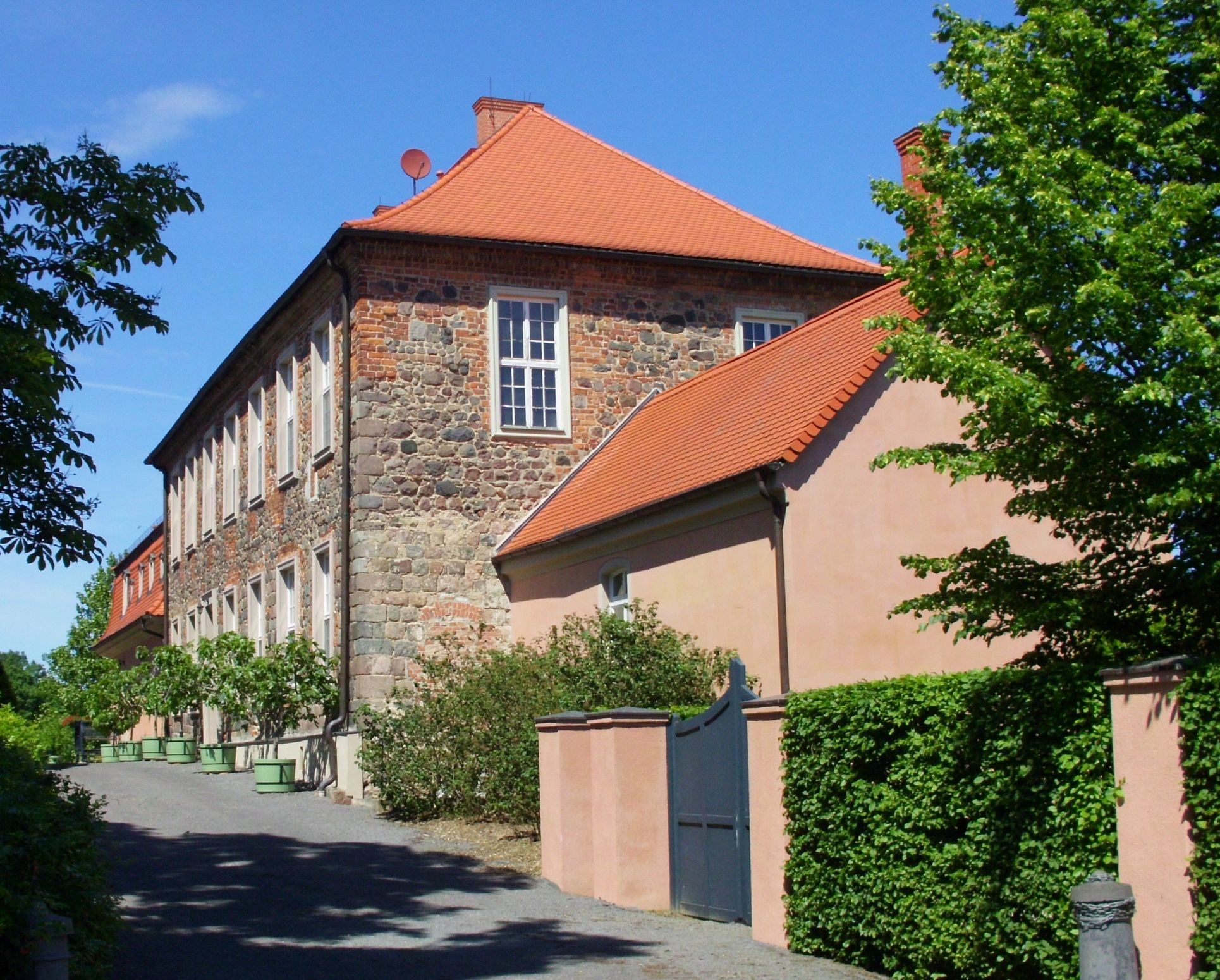
Dwór
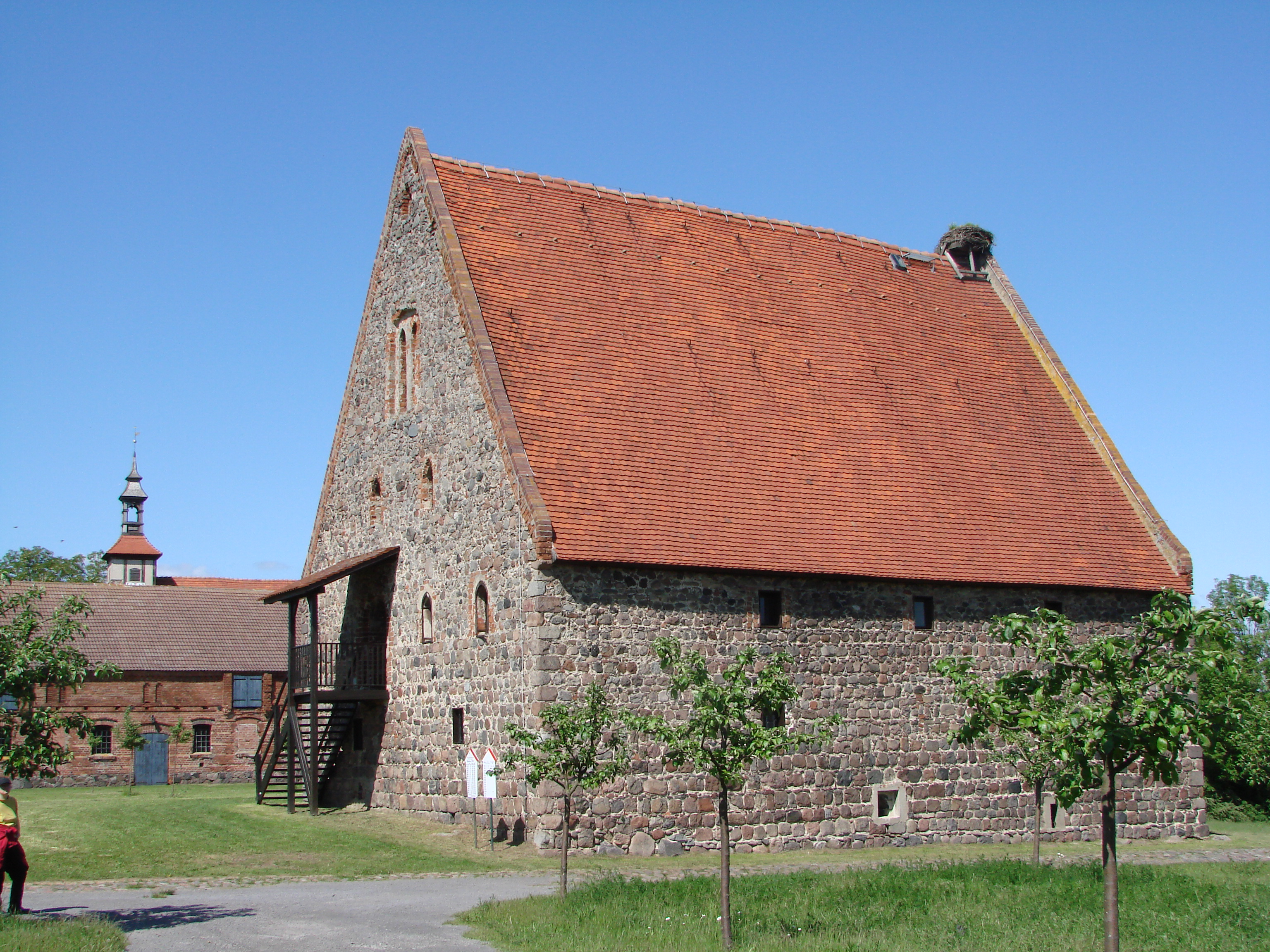
Spichlerz
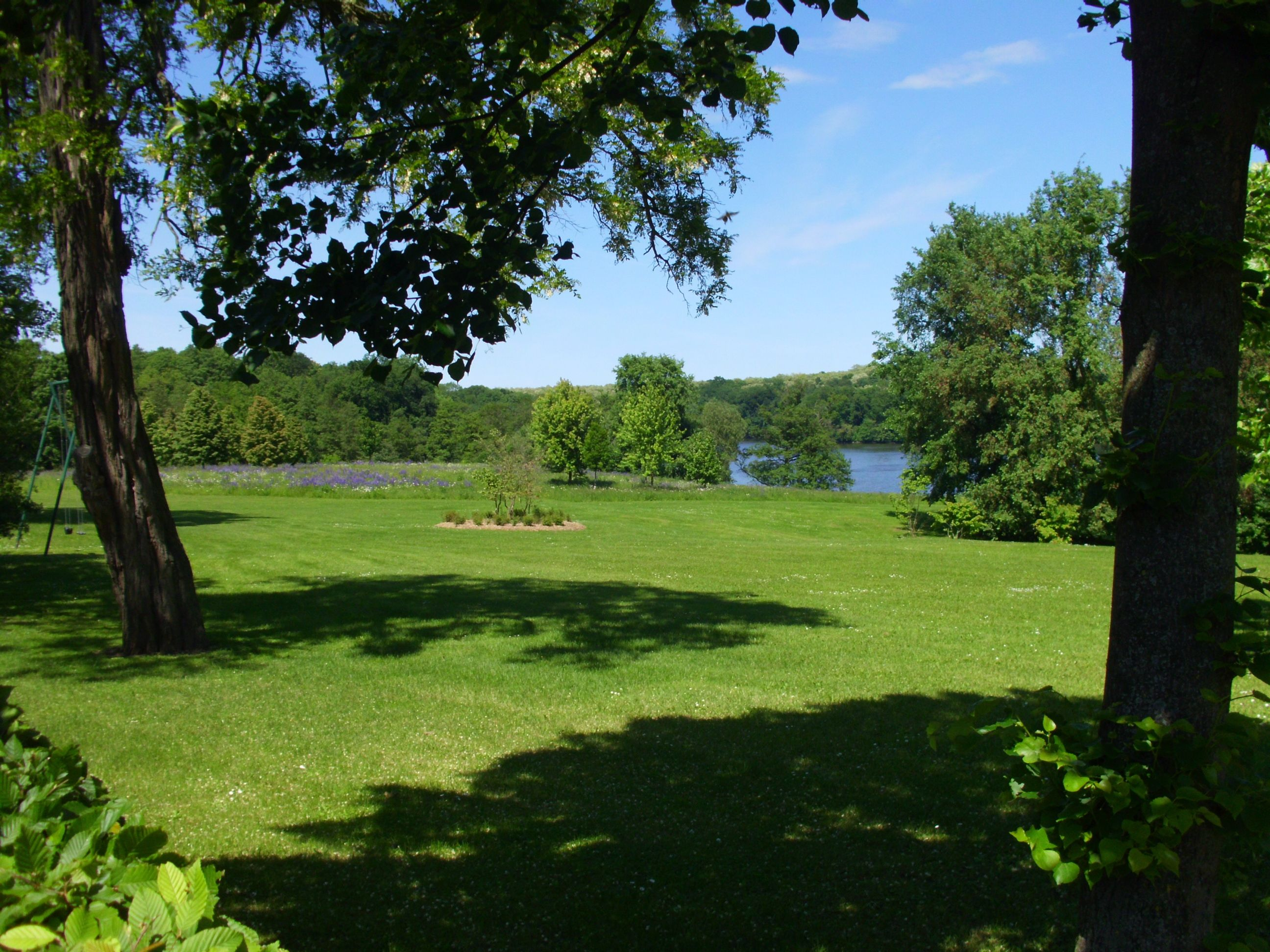
Park
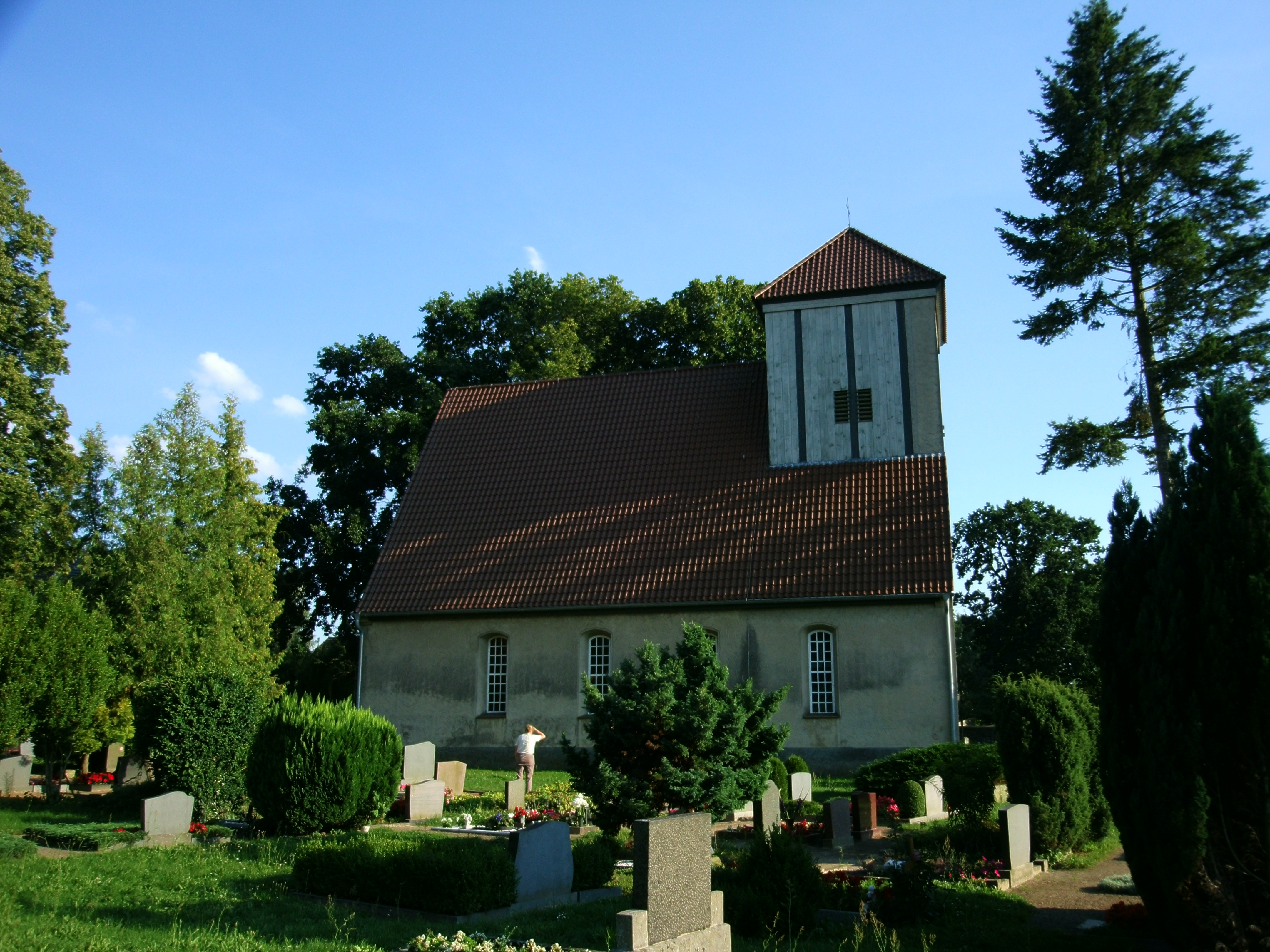
Kościół wiejski

## Demografia
Wykres zmian populacji Lietzen w granicach z 2013 r. od 1875 r.: